# Mikrotonalitás
A mikrotonális (microtuning, microtone) hangolási rendszer fogalmát akkor használjuk, ha egy oktávszakaszt félhangoknál kisebb hangközökre osztunk.

## Eredet, előfordulás
A legjelentősebb és legelterjedtebb a hindu nép- illetve műzenében kifejlődött hangolási  rendszer, ami az oktávot 22 lépésre (shrutira) osztja föl. Ezek valamivel nagyobbak egy negyedhangnál. Ez az arány nem matematikai alapú, sokkal inkább hallás alapján értendő. Megtalálható továbbá a mexikói népzenében is, ahol negyed vagy annál kisebb hanglépés távolságokat használtak.
Több európai zenei gondolkodó is foglalkozott mikrotonális skálák elméletével és kidolgozásával, mint pl. Kyrillos Marmarinos (1749), Chrysanthos of Madytos (1832), Suphi Ezgi (1933), Ekrem Karadeniz (1981) és Simon Karas (1989), akik 17, 24 vagy akár 41  különálló oktávnevet határoztak meg, amiket 36, 53, 68 vagy akár 72 egyenlő távolságra osztottak föl.

## Megjelenése a 20. századi zenében
Alkalmazni a klasszikus zenében elsők között egy mexikói származású zeneszerző, Julián Carrillo kezdte az 1890-es években. Carillo a mexikói népzenéből merítve kísérletezte ki saját „sonido 13” nevű hangrendszerét, ami egyenlő közökre osztott negyedhangokból állt.
Továbbá a 20. század korai éveiben Charles Ives, Alois Hába és Ivan Vïshnegradsk kísérletezett új temperálási formákkal. Hába kisebb hangtávolságokat használt, és ennek a szellemiségben sok zongoradarabot, vonósnégyesre készült munkákat és teljes operát is írt. A lehetőség arra,  hogy vonós hangszerekkel ,  mikrotonális hangközöket játszunk, pusztán a játékos hallására korlátozódik. Viszont Hába zenéje speciálisan kialakított hangszerek (negyed hangolású zongora, harmónium, klarinét, trombita) építését követelte.
A kezdetek óta nagy problémának bizonyult (a hangszerek előállításán és preparálásán túl) a mikrotonális skálák kialakításakor a harmónia. Ez a kérdés számtalanszor előjött az ókortól kezdve a középkoron át napjainkig. Az egyenletes temperálású skálák, mint a XX. századi egyenlő távolságra lévő 12 félhangból álló kromatikus skála, vagy a világszerte már a népzenében (köztük a magyarban is), illetve már az ókori görög zeneelméletben is előforduló pentaton skála, mind arra törekedtek, hogy a lehető legharmonikusabb hangközöket állítsák föl. Hermann Ludwig von Helmholtz óta tudjuk, hogy ezt az alaphang felhangjainak egész számú többszöröseivel érhetjük el. 
A mikrotonális skálák kreálásának az egyik legnagyobb alakja, és aki egy rendkívül komplex megoldással állt elő erre a kérdésre, Harry Partch XX. századi zeneszerző és hangszerkészítő. Ő egy olyan skálarendszert hozott létre, ami az oktávot 43 részre osztotta. Ennek a skálának az arányait (1:1, 81:80, 33:32, 21:20, 16:15, 12:11 stb.) Hz és cent viszonyban is definiálta. Ezeknek az arányoknak a megszólaltatására – a kortársaitól eltérően, akik a hangszereket manipulálták, vagy más hangköz arányokkal készíttették el – saját tervezésű hangszereket készített. Ezekre komponálta zenéit a 43 fokú skála rendszere alapján.

## Alkalmazása az elektronikus zeneszerzésben
Alkalmazása az elektronikus zenében viszonylag korán elkezdődött a szintetizátorok fejlődésével (például a Moog szintetizátorral), mivel ezekkel az eszközökkel már könnyen hozzá lehetett rendelni hangmagasságokat a beépített zongorabillentyűkhöz. Így a korai hangszerpreparációk és -manipulálások teljesen új utat nyertek ebben az instrumentumban. Az egyik leghíresebb alkalmazója, aki megbontotta az oktáv alapú hangolás rendszerét, Wendy Carlos. Ő  alfa, béta és gamma skálákat alkalmazta - a Beauty in the Beast (1986) c. albumán -  amik mind cent mértékegység alapúak (1200 cent egy oktáv). Ezek eltérő intonális cent lépésenként definiálják a skálát (Alfa: 77,965, Béta 63,8 cent).
Karlheinz Stockhausen 1953-as Studie II c. művéhez egy olyan skálát hozott létre, amely  81 lépésből épült föl. Lépésenként 100 Hz. További rendszereket alkalmazott későbbi műveiben, például a Gesang der Jünglinge (1955–56) c. darabjában, amit 60 lépésből álló skálája alapján komponált. 
Továbbá Ernst Krenek kísérletezett még 13 fokú skálarendszerével a Whitsun oratorio és a Spiritus intelligentiae c. műveiben. 
Nagy Ákos gyakorta ütköztet egyszerre több hangolási rendszert és használ egyszerre több mikrotonális skálát. Hommage á Rothko [Geneamus version] című elektroakusztikus művében a hárfát például, ahogy írja a szerző: "[...] oktávonként teljesen máshogy hangoltattam be, cent értékek szerint. Ugyanúgy 12 részre osztottam fel az oktávot, ahogy a mai európai gyakorlat is teszi, de 12 nem egyenlő részre. Mundzsannab arab kis másodtól kezdve (90 cent), thai nagy másodot (171,4 cent), kis szeksztet (857 cent) és kis szeptimát (1028,4 cent), perzsa-arab Zalzal-féle alacsony nagy másodot, mundzsannabot (168 cent), Zalzal-féle vusztát (355 cent, ez egyfajta semleges terc, amely a kis és nagy terc között helyezkedik el), Zalzal-féle khinszirt (498 cent, amely a 3:4 arányú tiszta hangolásban előforduló tiszta kvart hangköz), jávai slendro barangot, kis tercet (240 cent), jávai slendro gulut, nagy tercet (480 cent), pelog limát (660 cent, ami a mi bővített kvartunknál kissé magasabb, pelog barangot (930, amely a nagy szeksztünktől kissé magasabb) használok."     

## Zeneszerzők, akik mikrotonalitással foglalkoztak
- Eivind Groven
- Lou Harrison
- Ben Johnston
- La Monte Young
- James Wood
- Joseph Yasser
- Adriaan Fokker
- Easley Blackwood
- Harry Partch
- Yuri Landman
- Ligeti György
- Nagy Ákos
- Julian Carrillo
- Lou Harrison
- Christiaan Huygens
- Gérard Grisey
- Alois Hába
- Georg Hajdu
- Claude Vivier
- Ivan Alekszandrovics Visnyegradszki

## Fordítás
- Ez a szócikk részben vagy egészben  a   Microtonal music című angol Wikipédia-szócikk fordításán alapul.  Az eredeti cikk szerkesztőit annak laptörténete sorolja fel. Ez a jelzés csupán a megfogalmazás eredetét és a szerzői jogokat jelzi, nem szolgál a cikkben szereplő információk forrásmegjelöléseként.